# 북게르만어군

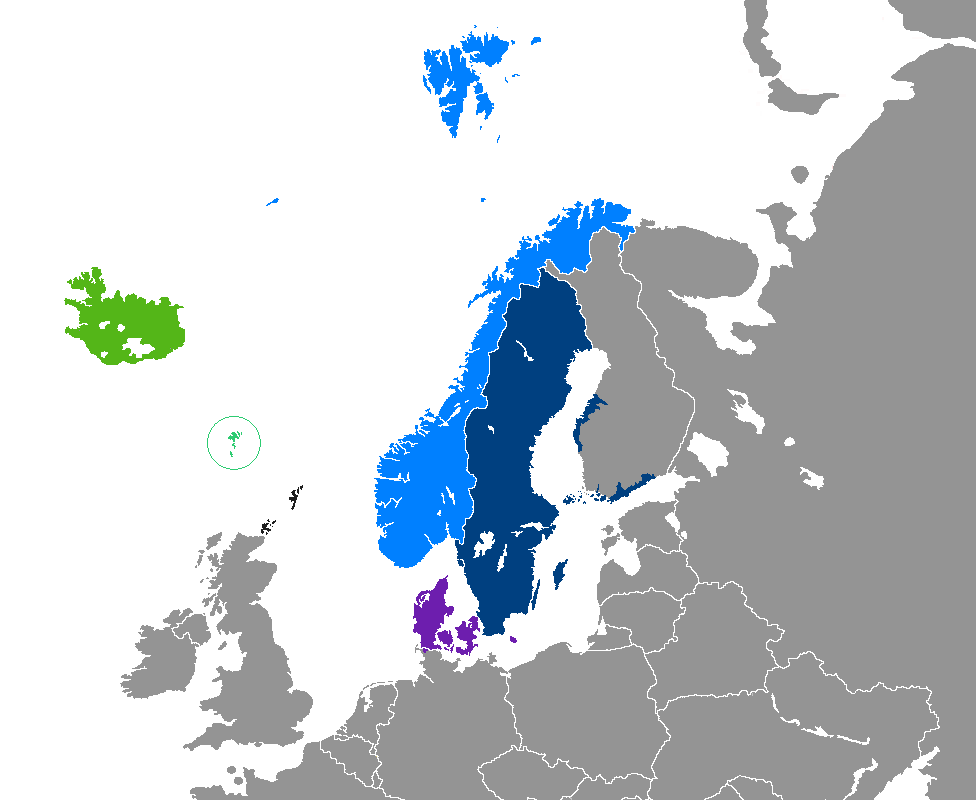

북게르만어군(North Germanic languages)은 스칸디나비아와 덴마크, 스칸디나비아 서쪽의 섬들에서 사용되는 게르만어파 언어들을 일컫는다. 스칸디나비아 제어(Scandinavian languages)라고도 불린다.
스칸디나비아 제어는 서노르드어(섬 노르드어)와 동노르드어(대륙 노르드어)로 크게 두 갈래로 나뉜다. 덴마크어와 스웨덴어가 동 노르드어에 속하는데 동노르드어는 역사적으로 독일어와 저지 독일어, 네덜란드어의 영향을 많이 받았다. 또 노르웨이어의 표준어 중의 하나인 보크몰이 덴마크어에서 받은 영향을 인정해 보크몰도 보통 동노르드어로 분류한다. 노르웨이어에는 보크몰 이외에도 뉘노르스크라는 표준어가 있는데 보크몰은 덴마크어와 공동 어휘가 많은 데 비해 뉘노르스크는 서부 노르웨이어 방언들을 토대로 만들어낸 표준으로 동노르드어로 분류된다. 보크몰 사용자들이 더 많고 표준어로의 역사도 더 길기 때문에 보통 노르웨이어라 하면 보크몰을 지칭한다.
덴마크어와 노르웨이어는 덴마크와 노르웨이가 오랫동안 정치적으로 통합된 상태였기 때문에 어휘상 매우 근접하다. 한편 발음상으로 스웨덴어는 노르웨이어에 가까워 스웨덴인들에게는 보통 노르웨이어가 덴마크어보다 알아듣기 쉽다. 그런데 스웨덴인들이 덴마크어를 알아듣기는 어려워도 덴마크인들이 스웨덴어를 알아듣기는 그리 힘들지 않다. 세 국어의 차이점에 대하여 "노르웨이어는 덴마크어를 스웨덴어 발음으로 말하는 것이다."라는 우스갯소리도 있다.
스칸디나비아 제어는 막스 바인라이흐(מאַקס ווײַנרײַך, Макс Вайнрайх, 1894–1969)의 "언어는 육군과 해군으로 무장된 방언이다."라는 주장을 뒷받쳐주는 증거로 흔히 예시된다. 노르웨이, 스웨덴, 덴마크 내부의 방언상 차이가 이들 표준 언어간의 차이보다 더 클 때가 많은 것이 현실이다. 그러나 정치적으로 이들이 독립국인 것이 인정되어 스칸디나비아 제어를 노르웨이어, 스웨덴어, 덴마크어로 분류하게 된 것이다. 1814년 노르웨이가 덴마크로부터 독립한 이후 새로운 표준어로 뉘노르스크가 만들어진 것은 보크몰의 전신인 당시 표준어가 덴마크어의 영향을 받은 것으로 여겨졌기 때문이기도 하다.

## 분류
북게르만어군 여러 언어의 조어는 고대 노르드어이다. 스칸디나비아 제어의 하위 갈래는 뚜렷이 나누어지지 않고 보통 점차적 연속체를 이룬다.
- 동 스칸디나비아어
  - 덴마크어
    - 덴마크보크몰어
      - 보크몰 (노르웨이 문어)

  - 스웨덴어

- 서 스칸디나비아어
  - 노른어 (사멸)
  - 뉘노르스크 (노르웨이 신어)
  - 아이슬란드어
  - 페로어

노르웨이어 공식 표준어인 보크몰과 뉘노르스크 외에 노르웨이에는 비공식 표준어가 두 개 더 있다. 릭스몰은 보크몰과 유사하지만 덴마크어에 더 가까우며 회그노르스크는 뉘노르스크와 유사하지만 사용자는 극히 드물고 정치적 이유로 사용된다.

## 같이 보기
- 고지 독일어
- 동게르만어군
- 서게르만어군